# Оберн (Кентаки)
Оберн (енгл. Auburn) град је у америчкој савезној држави Кентаки.

## Демографија
По попису из 2010. године број становника је 1.340, што је 104 (-7,2%) становника мање него 2000. године.
| Група             | 2000.         | 2010.         |
| Белци             | 1.309 (90,7%) | 1.211 (90,4%) |
| Афроамериканци    | 99 (6,9%)     | 91 (6,8%)     |
| Азијати           | 2 (0,1%)      | 4 (0,3%)      |
| Хиспаноамериканци | 10 (0,7%)     | 17 (1,3%)     |
| Укупно            | 1.444         | 1.340         |